# Ken Kelly
Ken Kelly (New London, 19 de maio de 1946 — 3 de junho de 2022), nascido em New London, Connecticut, foi um ilustrador estadunidense, notório por seus trabalhos realizados para obras de fantasia. Ao longo de sua carreira de 50 anos, ele se concentrou em pinturas nos subgêneros de espada e feitiçaria e fantasia heroica.

## Biografia
Kelly era sobrinho da esposa de Frank Frazetta, Eleanor “Ellie” Frazetta (1935-2009), cujo nome de solteira era Kelly. No início de sua carreira, ele pôde estudar as pinturas de Frank Frazetta no estúdio deste último. No início dos anos 1970, ele fez algumas pinturas de capa para a revista Castle of Frankenstein. Ao longo da década de 1970, ele foi um dos principais artistas de capa das revistas Creepy e Eerie da Warren Publishing.
Ele retratou Conan, o Bárbaro, Tarzan e bandas rock entre as mais famosas estão KISS, Manowar, Sleepy Hollow, Rainbow e para o ex-guitarrista da banda KISS, Ace Frehley.
Seu trabalho muitas vezes retrata locais exóticos e encantados e campos de batalha primitivos. Ele desenvolveu a arte do álbum de Coheed and Cambria, Good Apollo, I'm Burning Star IV, Volume Two: No World for Tomorrow, e uma pintura sua foi usada como arte de capa para o lançamento de 2007 do Alabama Thunderpussy, Open Fire. Em 2012, uma das pinturas de Kelly foi usada para a capa do vinil de 12 polegadas da Electric Magma, Canadian Samurai II.
Ken Kelly morreu em 3 de junho de 2022, aos 76 anos.

## Trabalhos notáveis

### Álbuns
- Destroyer (1976) por Kiss
- Rising (1976) por Rainbow
- Love Gun (1977) por Kiss
- Fighting the World (1987) por Manowar
- Louder than Hell (1996) por Manowar
- Gods of War (2007) por Manowar
- Destroyer: Resurrected (2012) por Kiss
- The Lord of Steel (2012) por Manowar
- Space Invader (2014) por Ace Frehley
- Knock 'Em Out... With a Metal Fist (2016) por Elm Street